# Розанов, Анатолий Сергеевич
Анатолий Сергеевич Розанов (22 февраля 1926, Реутов, Московская область — 1 марта 2014, Москва) — российский пианист, музыковед, профессор Московской консерватории, кандидат искусствоведения.

## Биография
Окончил Московскую консерваторию им. П. И. Чайковского в 1953 году по классу фортепьяно профессора Л. Н. Оборина.

Анатолий Сергеевич обладал необыкновенным обаянием и чувством юмора. На одном из уроков он мне сказал: «Ты знаешь, что являешься пра-пра-пра… ученицей Бетховена? — Я удивленно подняла на него глаза. — Я — ученик Льва Оборина, Оборин — ученик Игумнова, Игумнов — Пабста, Пабст — Листа, Лист — Карла Черни, а Черни учился у Бетховена».

В 1959 году окончил аспирантуру по специальности «История и теория пианизма» (научный руководитель — профессор А. А. Николаев).
В 1953—1960 году был преподавателем детской музыкальной школы на станции Косино Московской области.
Затем в 1959—1966 году был преподавателем 1-го Московского областного музыкального училища в городе Коломне.
С 1964 года стал преподавать на межфакультетской кафедре фортепиано Московской консерватории им. П. И. Чайковского.
С 1973 был старшим преподавателем этой кафедры в Московской консерватории.
В 1980 году стал кандидатом искусствоведения защитив в Московской консерватории научную работу «Фортепианные концерты Андрея Баланчивадзе».
В 1988—1990 годах Анатолий Розанов подготовил и провел на Всесоюзном радио два монографических цикла из 40 передач, посвященных истории развития русской и советской фортепианной сонаты.
Так же Анатолий Розанов явился автором и ведущим многочисленных музыкально-просветительских передач на радио о творчестве композиторов XX века.
Автор ряда статей посвящённых преимущественно творчеству советских композиторов.
В фортепианном классе А. С. Розанова занимались многие известные музыканты: О. Галахов, П. Овсянников, В. Полянский и др.
Скончался 1 марта 2014 года в Москве. Похоронен на Преображенском кладбище в Москве.